# Diócesis de Smolensk
La diócesis de Smolensk (en latín: Dioecesis Smolenscensis, en ruso: Смоленская Римско-католическая епархия y en polaco: Diecezja smoleńska) fue una circunscripción eclesiástica de la Iglesia católica en Rusia. Se trataba de una diócesis latina, sufragánea de la arquidiócesis de Gniezno. Fue suprimida el 15 de abril de 1783.

## Territorio y organización

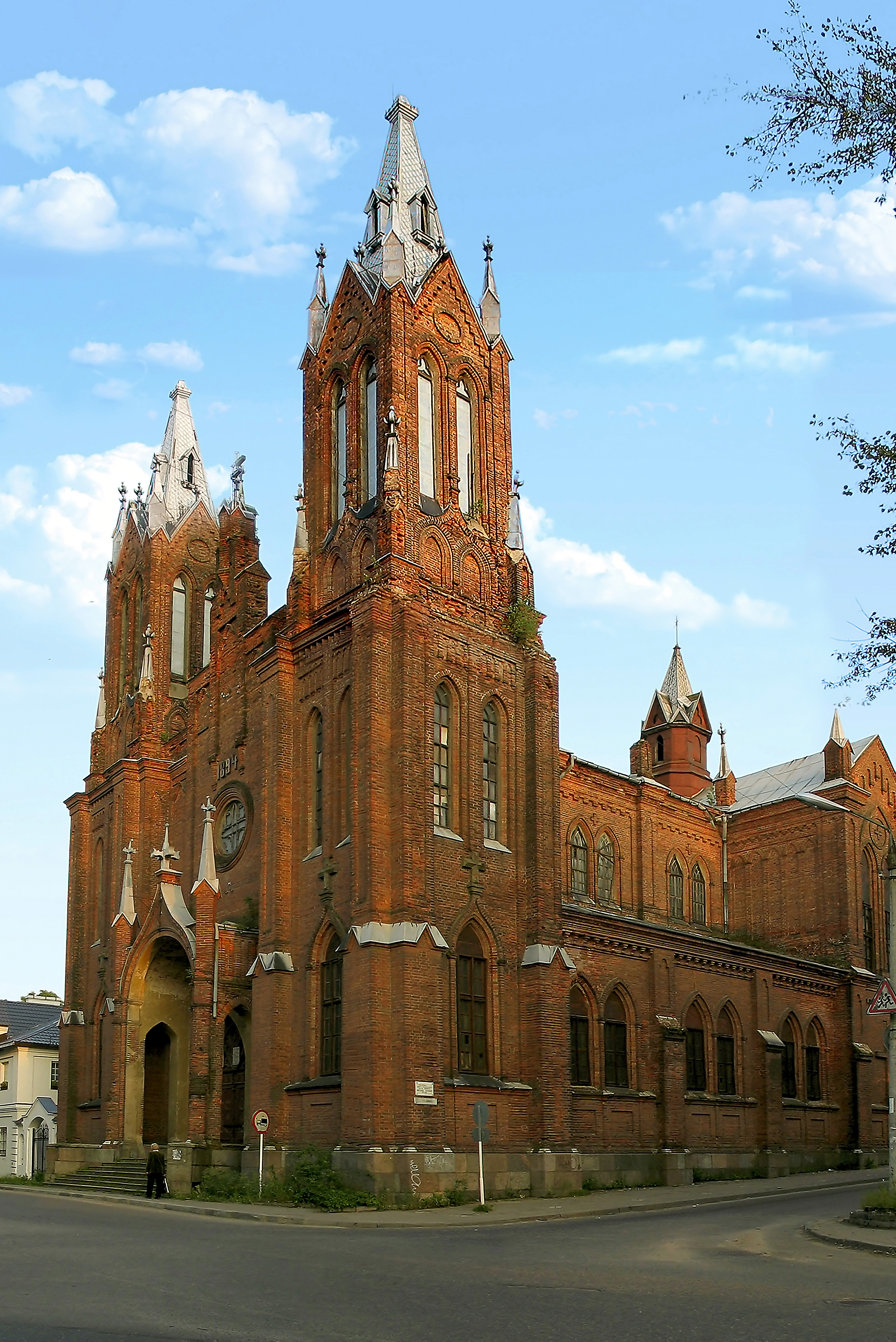
Iglesia de la Inmaculada Concepción, en Smolensk

La diócesis extendía su jurisdicción sobre los fieles católicos de rito latino residentes inicialmente la parte noreste del Gran Ducado de Lituania.
La sede de la diócesis se encontraba en la ciudad de Smolensk, en donde se encontraba la Catedral de la Anunciación de la Virgen María.
En 1652 en la diócesis existían 20 parroquias, en 1678 eran solo 3, lo mismo que en 1744. En 1772 eran 4.

## Historia
Después de capturar Smolensk el 13 de junio de 1611 durante la guerra polaco-rusa, el rey de Polonia Segismundo III Vasa creó la diócesis de Smolensk con parte de la diócesis de Kiev. En 1618 la erección fue aprobada por el parlamento de la República de las Dos Naciones. La diócesis fue canónicamente erigida en el consistorio del 1 de septiembre de 1636 mediante la bula Super speculam del papa Urbano VIII, designándose ese día a su primer obispo, Piotr Parczewski, quien hasta entonces era el administrador diocesano. El derecho de patronato se concedió a los reyes de Polonia. 
El 3 de octubre de 1654 Smolensk fue reconquistada por los rusos y por el Tratado de Andrusovo de 1667 quedó definitivamente para Rusia. Los fieles del rito latino, especialmente los nobles y el obispo, tuvieron que huir, por lo que en manos rusas el territorio de la diócesis se redujo a cuatro parroquias y el obispo pasó a residir permanentemente en Varsovia. En 1678 había 3 parroquias en la diócesis y en 1687 algunas parroquias de la diócesis todavía estaban en los territorios controlados por el rey de Polonia. De hecho, la diócesis ya casi no existía, aunque la Santa Sede continuó nombrando obispos hasta principios del siglo XIX.
Tras la primera partición de Polonia (1772), la emperatriz Catalina II de Rusia estableció, por edicto del 14 de diciembre de 1772, la diócesis de Mogilev, integrando en su territorio las cuatro parroquias restantes de la diócesis de Smolensk. La situación de facto fue regularizada por la Santa Sede el 15 de abril de 1783 mediante el breve Onerosa pastoralis officii cura del papa Pío VI, con la que se estableció canónicamente la arquidiócesis de Mogilev, suprimiendo así de iure la diócesis de Smolensk.
Importantes fueron los dos últimos obispos de Smolensk, Adam Stanisław Naruszewicz, coadjutor desde 1775, hombre de letras e historiador; y Gorzeński, que en 1809 se convirtió en obispo de Poznan y luego en 1821 en arzobispo de Gniezno y primado de Polonia.

## Estadísticas
En 1744 había unos 20 000 fieles y después de primera partición de Polonia en 1775, cuando la parte lituana de la diócesis quedó bajo el dominio ruso, había 7000 católicos (en su mayoría aristócratas) en la zona.

## Episcopologio

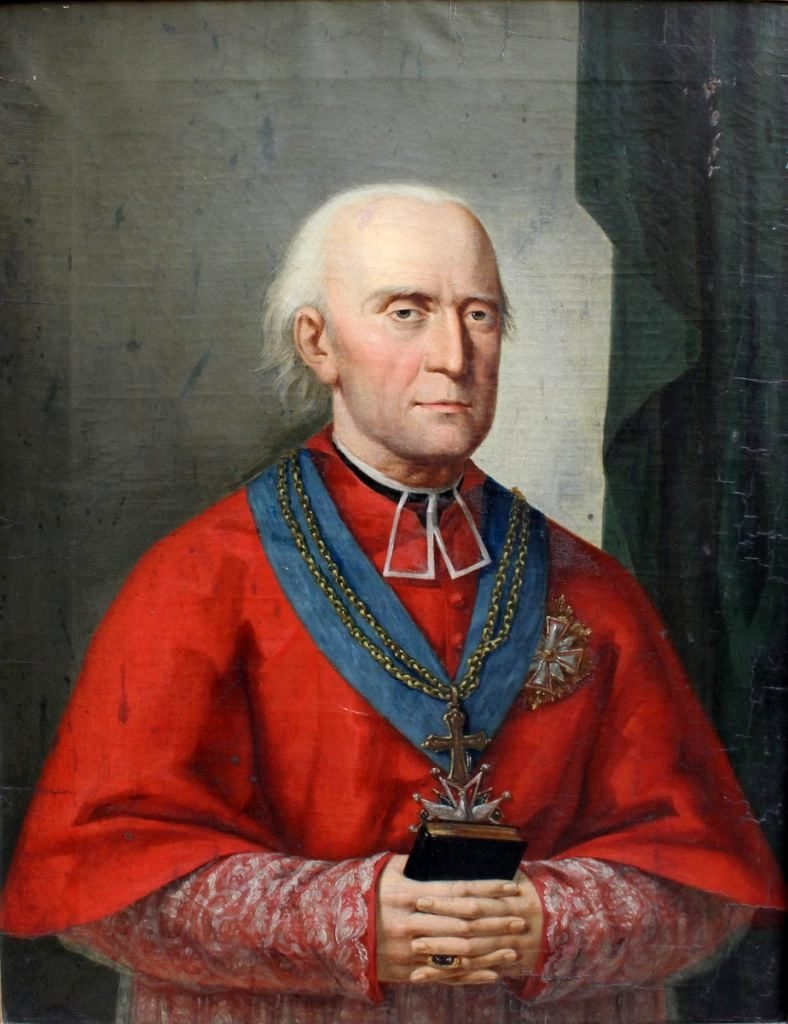
Tymoteusz Paweł von Gorzeński, último obispo de Smolensk

- Piotr Parczewski † (1 de septiembre de 1636-9 de diciembre de 1649 nombrado obispo de Samogitia)
- Franciszek Dołmat Isajkowski † (14 de febrero de 1650-mayo de 1654 falleció)
- Hieronim Władysław Sanguszko † (31 de mayo de 1655-julio de 1657 falleció)
- Jerzy Baiłłozor † (18 de marzo de 1658-21 de noviembre de 1661 nombrado obispo de Vilna)
- Kazimierz Pac † (14 de junio de 1664-3 de octubre de 1667 nombrado obispo de Samogitia)
- Gothard Jan Tyzenhaus † (17 de septiembre de 1668-1669 falleció)
- Aleksander Kotowicz † (27 de febrero de 1673-9 de abril de 1685 nombrado obispo de Vilna)
- Konstanty Kazimierz Brzostowski † (30 de abril de 1685-24 de noviembre de 1687 nombrado obispo de Vilna)
- Eustachy Stanisław Kotowicz † (17 de mayo de 1688-1704 falleció)
- Jan Mikołaj Zgierski † (25 de enero de 1706-21 de julio de 1710 nombrado obispo de Samogitia)
- Aleksander Mikołaj Horain † (23 de diciembre de 1711-7 de diciembre de 1716 nombrado obispo de Samogitia)
- Ludwik Karol Ogiński † (22 de noviembre de 1717-1718 falleció)
- Karol Piotr Pancerzyński † (24 de septiembre de 1721-11 de septiembre de 1724 nombrado obispo de Vilna)
- Bogusław Korwin Gosiewski † (29 de enero de 1725-24 de junio de 1744 falleció)
- Jerzy Mikołaj Hylzen † (10 de mayo de 1745-17 de julio de 1763 renunció)
- Gabriel Wodzyński † (17 de julio de 1763 por sucesión-28 de noviembre de 1788 falleció)
- Adam Stanisław Naruszewicz † (28 de noviembre de 1788 por sucesión-29 de noviembre de 1790 nombrado obispo de Lutsk)
- Tymoteusz Paweł von Gorzeński † (29 de noviembre de 1790-27 de marzo de 1809 nombrado obispo de Poznan)
  - Sede vacante (1809-1818)